# 朱紫汶
朱紫汶原名：朱健 浙江温州人，自小开始学习钢琴和声乐，2000年毕业于浙江省艺术学校音乐系，2005毕业于中国人民解放军艺术学院戏剧系本科，学士学位。

## 影视作品
- 《我是一个兵》
- 《铁将军阿贵》潇湘
- 《北魏冯太后》柳叶
- 《别活得太累》
- 《女媧傳說之靈珠》聽琴
- 《红墙绿瓦之残阳》慈禧太后